# 소마로연대
소마로연대(所마路煙臺)는 대한민국 제주특별자치도 서귀포시 표선면 표선리에 있는 연대이다. 1976년 9월 9일 제주특별자치도의 기념물 제23-4호로 지정되었다.

## 개요
연대는 횃불과 연기를 이용하여 정치·군사적으로 급한 소식을 전하던 통신수단을 말한다. 봉수대와는 기능면에서 차이가 없으나 연대는 주로 구릉이나 해변지역에 설치되었고 봉수대는 산 정상에 설치하여 낮에는 연기로 밤에는 횃불을 피워 신호를 보냈다.
높이 2.6m의 소마로 연대는 동쪽으로는 천미 연대, 서쪽으로는 벌포 연대와 서로 연락을 주고 받았다. 이곳에는 정의현 소속 별장 6명과 봉군 12명이 배치되어 교대로 지켰다고 한다.

## 참고 자료
- 소마로연대 - 국가유산청 국가유산포털